# Niba, Gansu
Niba är en köping i nordvästra Kina. Den ligger i Jonê härad i den autonoma prefekturen Gannan för tibetaner i provinsen Gansu, omkring 190 kilometer söder om provinshuvudstaden Lanzhou. Antalet invånare är 5 251. Befolkningen består av 2 708 kvinnor och 2 543 män. Barn under 15 år utgör 28,0 %, vuxna 15-64 år 60 %, och äldre över 65 år 11,0 %.